# Абгарян, Карлен Арамович
Карле́н Ара́мович Абгаря́н (4 сентября 1928, Амасия, Ширакская область — 4 февраля 1995, Санкт-Петербург) — советский учёный в области технической кибернетики, доктор технических наук (1966), профессор (1968), член-корреспондент Академии наук СССР (1987). Родился в селе Амасия Армянской ССР.

## Биография
- 1952 — окончил Московский авиационный институт (МАИ)
- 1953—1973 — аспирант, начальник лаборатории, преподаватель, доцент, профессор МАИ
- 1973—1977 — заведующий кафедрой и декан факультета прикладной математики МАИ
- 1977—1979 — директор Института механики АН Армянской ССР
- 1979—1986 — директор вычислительного центра АН Армянской ССР и преподаватель ЕрГУ[5]
- 1987—1994 — ведущий научный сотрудник МАИ
- 1987 — член-корреспондент АН СССР (Отделение проблем машиностроения, механики и процессов управления)
- 1989 — генеральный директор Центра автоматизации процессов управления в народном хозяйстве при научном совете по комплексной проблеме «Кибернетика» РАН.
- 1991 — член-корреспондент РАН

Труды по теории систем автоматического управления, теория дифференциальных и интегро-дифференциальных уравнений, методам построения динамических характеристик многомерных нестационарных систем управления.
Член Национального комитета СССР по теоретической и прикладной механике (1987—1992).
Действительный член Американского математического общества.
Подготовил 30 кандидатов и 5 докторов наук. Награждён 3 медалями.

## Семья
- Дочь — Каринэ Карленовна Абгарян, д.ф.-м.н., доцент МАИ[6], зав. отделом ВЦ ФИЦ ИУ РАН[7].
- Сын — Вартан Карленович Абгарян (1958), окончил физфак МГУ в 1980 со специализацией по астрофизике, к.ф.-м.н., зав. отделом НИИ ПМЭ МАИ[8].
- Сын — Арам Карленович Абгарян (1955), окончил МАИ в 1978[9], инженер-математик.
- Внук — Микаэл Вартанович Абгарян, окончил МГГУ (2014) и МАИ (2018), к.ф.-м.н. (2019)
- Внук — Сергей Арамович Абгарян (2002), студент МГУ.

## Книги
- Абгарян К. А., Рапопорт И. М. Динамика ракет. — М.: Машиностроение, 1969. — 378 c. — 8000 экз.
  - Абгарян К. А., Калязин Э. Л., Мишин В. П., Рапопорт И. М. Динамика ракет. — Изд. 2-е, перераб. и доп. — М.: Машиностроение, 1990. — 463 c. — 4400 экз. — ISBN 5-217-00354-5
- Абгарян К. А. Матричные и асимптотические методы в теории линейных систем. — М.: Наука, 1973. — 432 c.
- Абгарян К. А. Матричное исчисление с приложениями в теории динамических систем. — М.: ФИЗМАТЛИТ, 1994. — 544 c. — ISBN 5-02-014788-5
  - Абгарян К. А. Матричное исчисление с приложениями в теории динамических систем. — М.: Вузовская книга, 2004. — 543 с. (2-е изд.: 2008 г. — ISBN 978-5-9502-0337-4)
- Абгарян К. А. Введение в теорию устойчивости движения на конечном интервале времени. — М.: Наука, 1992. — 162 с. — ISBN 5-02-013999-8

## Учебные пособия МАИ
- Абгарян К. А. Динамика космических летательных аппаратов : (Конспект лекций) : Учеб. пособие. — М.: МАИ, 1975. — 161 с. : ил.
- Абгарян К. А. Матрицы и дифференциальные уравнения : (Пособие для аспирантов). — М.: МАИ, 1971. — 280 с.; 20 см.
- Абгарян К. А. Лекции по теории устойчивости. — М.: МАИ, 1972. — 118 с.
- Управляемость и наблюдаемость линейных систем : Учеб. пособие по курсу «Теория упр.» / К. А. Абгарян, М. М. Хрусталёв, Э. Б. Жирнова ; М-во высш. и сред. спец. образования СССР. Моск. авиац. ин-т им. Серго Орджоникидзе. [МАИ]. — М.: МАИ, 1977. — 78 с. : ил.; 21 см.
- Применение аналитических методов в задачах анализа и синтеза систем [Текст] : Учеб. пособие по курсу «Теория упр.» / К. А. Абгарян, М. М. Хрусталёв, Э. Б. Жирнова. — М.: МАИ, 1978. — 82 с. : ил.; 21 см.